# Old Fashioned Lover Boy
Old Fashioned Lover Boy, pseudonimo di Alessandro Panzeri (Napoli, 28 giugno 1984), è un cantautore italiano.

## Biografia

### Gli esordi (2015)
Dopo l'esperienza da musicista negli Abulico, band di ispirazione angloamericana con cui pubblica il primo album nel 2009 e il secondo nel 2012, nel 2015 inizia il suo progetto solista di stampo folk e acustico. Nel marzo del 2015 esce per Sangue Disken/Sherpa Records il debut EP The Iceberg Theory, definito dalla stampa musicale italiana un "primo album da ricordare poiché si destreggia alla grande tra due identità molto caratterizzanti: il puro songwriting chitarra/voce e l'indie-folk vaporizzato di synth, osservandole dall’esterno senza lasciarsi coinvolgere totalmente da una o dall'altra, facendole coesistere perfettamente.". A seguito dell'uscita si esibisce in diversi locali e club del Paese, iniziando un tour di 50 date e durato oltre un anno.

### Our Life Will Be Made of Simple Things(2016)
Ad aprile 2016 OFLB pubblica per Sangue Disken il singolo Oh My Love, prodotto, arrangiato e registrato da Marco Giudici (Any Other, Assyrians). Insieme al video, ispirato alle immagini del pittore impressionista francese Fernand Léger, il brano anticipa il primo LP dell'artista, Our Life Will Be Made of Simple Things, uscito l'11 novembre. Poche settimane prima OFLB è protagonista di un minitour in solo set a Tokyo, raccontato nel video di Bowling Green.
Trainato dal successo di Oh My Love, il disco arriva anche alla stampa e alla critica internazionale, mentre quella italiana conferma le risposte positive del precedente EP, come quella di Rockol, che con un punteggio di 8/10 lo definisce "scritto come si deve e interpretato meglio, emotivo, raffinato, essenziale [...] semplicemente un ottimo lavoro. Fatevi un favore ed ascoltatelo." Il disco viene presentato anche su Rai Radio Uno nella trasmissione King Kong di Silvia Boschero. In questi mesi Old Fashioned Lover Boy apre i concerti italiani di Scott Matthew, Micah P. Hinson, Paolo Nutini, Andy Shauf e degli Hurts, date incluse nel tour promozionale che colleziona oltre 70 date italiane tra 2016 e 2017.

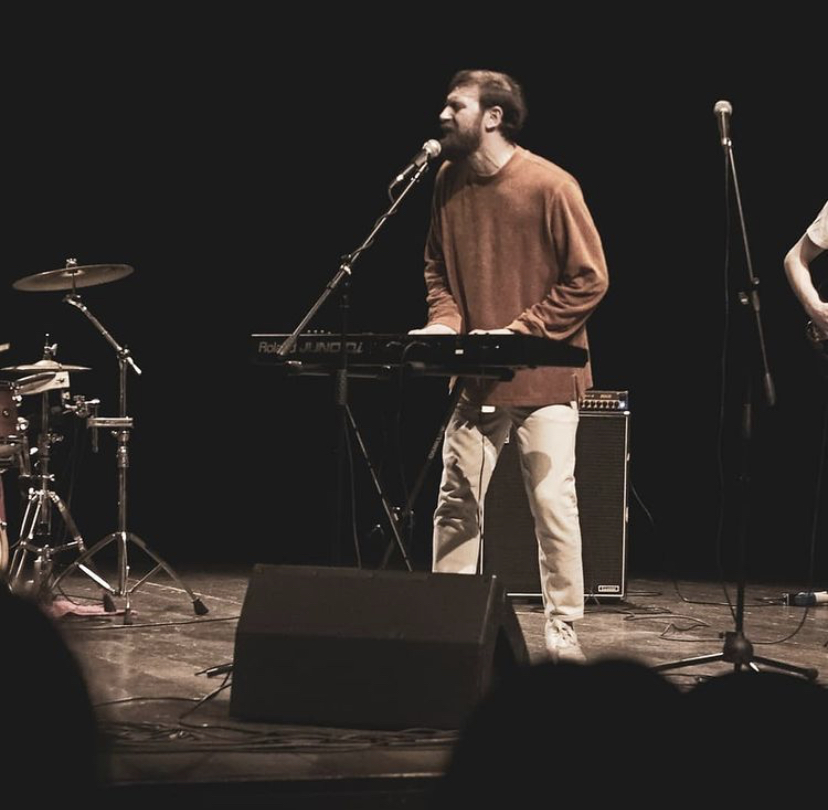
Old Fashioned Lover Boy in concerto a Milano (2019)

### Bright(2019)
Anticipato dai singoli I Pray, Modern Life e Goodbye e dall'apertura al concerto italiano del tour dei Wild Nothing, nel 2019 Old Fashioned Lover Boy pubblica il secondo LP Bright per Flagless Records (release per il territorio canadese) e A Modest Proposal Records/Peermusic Italy (per il territorio italiano), prodotto ancora una volta da Marco Giudici. Con Bright OFLB aggiunge alla matrice folk-oriented delle uscite precedenti maggiori sonorità soul e RnB. Il disco riceve un consenso importante dalla critica italiana, rientrando tra i dischi dell'anno per Rumore e Indie-Roccia ("canzoni abilmente scritte, interpretate e arrangiate e che portano con sé anche tanta intensità emotiva, mettendo in mostra una cifra stilistica che nessun altro si può permettere in Italia"). Segue un tour europeo che vede date in Italia, Germania, Regno Unito e in Svezia, per il Live at Heart.

### 2020 - presente
A settembre del 2020 Old Fashioned Lover Boy rientra tra i venti vincitori del premio di SIAE e Italia Music Export per i progetti italiani più meritevoli di un supporto per l'esportazione all'estero.
L'11 dicembre esce per peermusic Italy il nuovo singolo 50 primo assaggio del nuovo EP. Cinquantesima canzone scritta da OFLB, 50 conferma il passaggio a sonorità marcatamente R'n'B e neo-soul, seguendo la nuova corrente internazionale di artisti come Arlo Parks, Daniel Caesar e Lianne La Havas.

## Stile e influenze musicali
Agli esordi l'alt-folk di The Iceberg Theory e Our Life Will Be Made of Simple Things ha avvicinato, secondo la critica, OFLB ad artisti come Neil Halstead, Sigur Rós e Justin Vernon.
Per Bright e il nuovo percorso musicale, Old Fashioned Lover Boy ha affermato di ispirarsi a Frank Ocean, Rex Orange County, James Blake, ma anche a Style Council e i Prefab Sprout.

## Discografia

### Album in studio
- 2016 - Our Life Will Be Made of Simple Things
- 2019 - Bright

### EP
- 2015 - The Iceberg Theory

### Singoli
- 2016 - Oh My Love
- 2016 - Bowling Green
- 2017 - So Far so CLose
- 2019 - I Pray
- 2019 - Modern Life
- 2019 - Goodbye
- 2020 - 50